# Kingsley Keke
Kingsley Keke (Richmond, 26 settembre 1996) è un giocatore di football americano statunitense che milita nel ruolo di defensive end per i Green Bay Packers della National Football League (NFL).

## Carriera professionistica

### Green Bay Packers
Keke fu scelto nel corso del quinto giro (150º assoluto) del Draft NFL 2019 dai Green Bay Packers. Il 3 maggio firmò il suo contratto con la franchigia. Debuttò come professionista subentrando nella vittoria del terzo turno contro i Denver Broncos mettendo a segno un placcaggio. La sua stagione da rookie si concluse con 10 tackle in 14 presenze, nessuna delle quali come titolare.